# Tifrit N'Aït El Hadj
 (février 2011).
Si vous disposez d'ouvrages ou d'articles de référence ou si vous connaissez des sites web de qualité traitant du thème abordé ici, merci de compléter l'article en donnant les références utiles à sa vérifiabilité et en les liant à la section « Notes et références ».
Tifrit N'Aït El Hadj est un village situé dans la commune d'Akerrou dont il est le chef-lieu, dans la daïra d'Azeffoun à la wilaya de Tizi Ouzou en Algérie.

## Géographie

### Localisation
Tifrit N'Aït El Hadj est la principale localité de la commune d'Akerrou, située dans la région des Ath-Flick ou Beni-flick. À l'époque, un marché se tenait à Beni-Flick, où tous les habitants des villages environnants venaient pour leurs achats, comme le marché, étant un point de rassemblement pour tous les habitants des villages voisins, a conduit à l'utilisation de l'adresse locale "Douar Beni-Flicks" par ces derniers.
Le village se situe à 10 km de Yakouren, à 18 km d'Azazga et à 26 km d'Azeffoun. Il est situé au contrebas du mont Tamgout qui s'élève à 1 252 m d'altitude et qui est le point culminant de toute la Kabylie maritime.

### Habitant du village
Le village est composé de plusieurs regroupements d'habitations. Ainsi, Tifrit N'Aït El Hadj rassemble les résidents d'Ignane ainsi que deux autres hameaux : appelé Tifrit Oufella ( « Haut du village »), perché à une altitude d'environ 800 mètres, et Laazib (« Bas du village »).

## Histoire et peuplement
- Si vous ne connaissez pas le sujet, laissez ce bandeau (vous pouvez alors contacter les auteurs).
- Si vous supprimez le contenu mis en cause (vous pouvez préalablement contacter les auteurs),

argumentez précisément cette suppression dans la page de discussion
(un manque de référence n'est pas un argument ; une recherche réelle de référence doit avoir été effectuée, être formellement documentée).
Le village abrite une zaouïa, fondée en 1402. Plus tard, cette zaouïa fut dévolue aux enseignements du marabout (مَرْبوط [marbūt] ou مُرابِط [murābit]) Moh ouAli elHadj (1610-1680)[réf. nécessaire]. Le village est fréquemment confondu avec Tifrit n'ath oumalek où se trouve le mausolée d'un autre saint.
Il y avait autrefois (fin du XVIe siècle) les At Sumerten ce sont des habitants qui habitaient [Qui ?]  Tifrit N'Aït El Had à cette époque (dont les ruines existent encore de nos jours au milieu des jardins et des champs du village). Ces derniers n'ont pas dû se soumettre au Marabout, ils furent contraints de s'exiler et se sont installés dans le village de Taboudoucht, dans les At Djennad.
À une époque antérieure, il y avait aussi un groupe d'habitants résidait à Tifrit N'Aït El Hadj. Lorsque le marabout Sidi-Moh-ou-Ali-Elhadj, leader spirituel de la zaouïa de Tifrit N'Aït El Hadj, est arrivé dans le but de répandre l'islam dans la région, les habitants ont refusé de se soumettre à lui. Contraints de partir ailleurs, ils ont fondé un nouveau village qu'ils ont nommé I3azouguen Azazga
Seule une famille était restée à l'époque et s'était mise sous l’anaya (protection sacrée) du marabout, et ancêtre de la majorité des habitants actuels, qu'elle s'était engagée à servir ; Cette famille a donné les At ElHadj actuels.
Le marabout Sidi Moh ouAli elHadj le chikh de la zawiya de Tifrit N'Aït El Hadj [Qui ?] est le fils d'Ali fils de Qaïd fils de Yaala[Qui ?]. Il vint s'installer à Tifrit vers 1640 après un bref passage à Takoucht en 1630.
À l'origine, à cause de luttes de pouvoir, tout le clan de son aïeul Yaala[Qui ?] fut chassé de Tlemcen par les derniers Zyanides jusqu'aux confins d'Ain Sefra. Ils y vécurent 24 ans avant d'être chassés une seconde fois, ils finirent par s'installer à "oued Mabtouh" dans la région de Sidi-bel-Abbès avant de se disperser en Afrique du nord.
Les At ElHadj sont par conséquent les plus anciens habitants de Tifrit que l'on connaisse de mémoire. Les At Elhadj ont gardé des relations étroites (visites, relations matrimoniales) avec les anciens habitants des At Sumerten.
Les terres des At Sumerten chassés ont été par la suite partagées entre les enfants de l'ancêtre (Ali, Abdelmoumen et Yahia) ; n'en ont été privés que les At Yahia qui ont été soupçonnés d'avoir volé l'épée de l'ancêtre - Un bouclier et une épée étaient gardés au sanctuaire de l'ancêtre et que l'on sortait pour les rogations de pluies ou à l'occasion d'une guerre ; le reste d'un bouclier est aujourd'hui exposé en tant que relique dans le sanctuaire.
Par conséquent, hormis les At Yahia, tous les iderma (pl. d'adrum signifiant quartier ou clan) ayant un lopin de terre à At Sumerten sont certainement des enfants de l'ancêtre Si Mohand ouAli ElHadj[évasif]. C'est une forme de preuve[évasif] de leur filiation avec l'ancêtre.
Il faut aussi noter que l'ancêtre avait épousé Aïcha Tazeroukt, une femme des Aït Waghlis en Petite Kabylie (des relations matrimoniales ont été établies depuis entre les gens de Tifrit et Les Aït Waghlis)[évasif].
En 1824, sur l'ordre du Dey Hussein qui vit en songe Sidi Hend Ashehbun un des descendants de l'ancêtre, un pacha turc -l'Agha Yahia caïd de la Sebaou- en tournée dans la région fit construire un mausolée de type mauresque toujours en place de nos jours, sur les deniers personnels du Dey Hussein.

## Administration
Tifrit N'Aït El Hadj est le chef-lieu de la commune d'Akerrou, composée de dix villages.
Pour l'ensemble de ces localités, elle dispose d’un seul collège (CEM Nachef Mohand)

## Patrimoine
Le village abrite les vestiges d'une tour, sans doute un mausolée, dont l'intérêt archéologique est discuté mais où s’organisent fêtes religieuses et concours coraniques pour les jeunes dévôts[évasif].
D’autres ruines[Lesquelles ?] datant du Néolithique (-8000 à -3000 ans) y ont été inventoriées. Mais ce sont les peintures et gravures rupestres de la protohistoire (âge des métaux, -3000 ans), dont Tifrit n'Aït el Hadj est aussi l'un des sites (avec Ifigha, Ahmil, Azrou Miazen, Cap Tadlès et Azrou n’Tmert), que l’action de la Direction de la Culture vise à valoriser en priorité.
À Henndou, à trois kilomètres ouest-sud-ouest du village, Amar Saïd Boulifa a découvert le fragment d'une borne milliaire qui figure depuis au musée d'Alger. Elle appartenait probablement à une route reliant les centres de Djemâa-Saharidj (no 104) et d'Azeffoun (no 70-71).